# Frank Rajah Arase
Frank Rajah Arase es un director de cine nigeriano. Fue nominado a Mejor Director en la cuarta edición de los Premios de la Academia del Cine Africano.

## Biografía
Arase nació en la ciudad de Benín, Edo, Nigeria. Creció en Lagos donde comenzó su carrera cinematográfica.

## Carrera
Inició su carrera en el mundo del espectáculo siendo aún joven. Comenzó como practicante de teatro en Nigeria; fue bailarín de la compañía de Teatro Nacional y también actuó en obras de teatro. Conoció al actor y director de Nollywood Paul Obazele, quien lo preparó en la industria del cine. Inicialmente fue actor, apareciendo en películas como Scores To Settle, After School Hours. Después de realizar algunas películas en Nigeria, aceptó dirigir una película para la productora de Ghana, Venus Films, tras rechazar ofertas anteriores realizadas por la compañía. Dirigió la película titulada Official Prostitute in Ghana y continuó haciendo películas en Nigeria después de eso.
Finalmente, Abdul Salam Mumuni de Venus Films le ofreció un contrato de dos años, que implicaba introducir actores ghaneses en la industria cinematográfica de Nollywood convencional y hacer que tuvieran la categoría de estrella comparable al de los actores nigerianos. Los actores ghaneses que se hicieron famosos a través de esta colaboración incluyen: Jackie Appiah, Van Vicker, Majid Michel, Nadia Buari, John Dumelo, Kalsoume Sinare y Kofi Adjorolo, entre otros. El contrato se extendió por otros dos años, lo que llevó a la introducción de más actores como Yvonne Nelson, Juliet Ibrahim, Frank Artus y Martha Ankomah. Entre las películas producidas durante este período están: Mummy's Daughter, Beyonce, Heart of Men, The Game, Who Loves Me?, Princesa Tyra, El rey es mío, Agonía de Cristo, Crimen a Cristo. Las películas fueron coproducidas con la productora de Arase, Raj y Heroes Films. Después de que expiró su contrato con Venus Film, continuó con sus propias producciones a través de su equipo, con películas como Somewhere in Africa e Iyore.

## Vida personal
Arase es el segundo hijo de sus padres. Está casado y su familia vive en Nigeria. Actualmente reside entre Acra, Ghana y Lagos.

## Filmografía
- Bound
- The Price
- Groom's Bride
- Somewhere in Africa
- 4 Play
- Princess Tyra
- Temptation
- Crime to Christ
- Return of Beyonce
- Heart of Men
- Delilah (serie de televisión)
- Iyore
- The Legend of Inikpi